# Брачный наряд

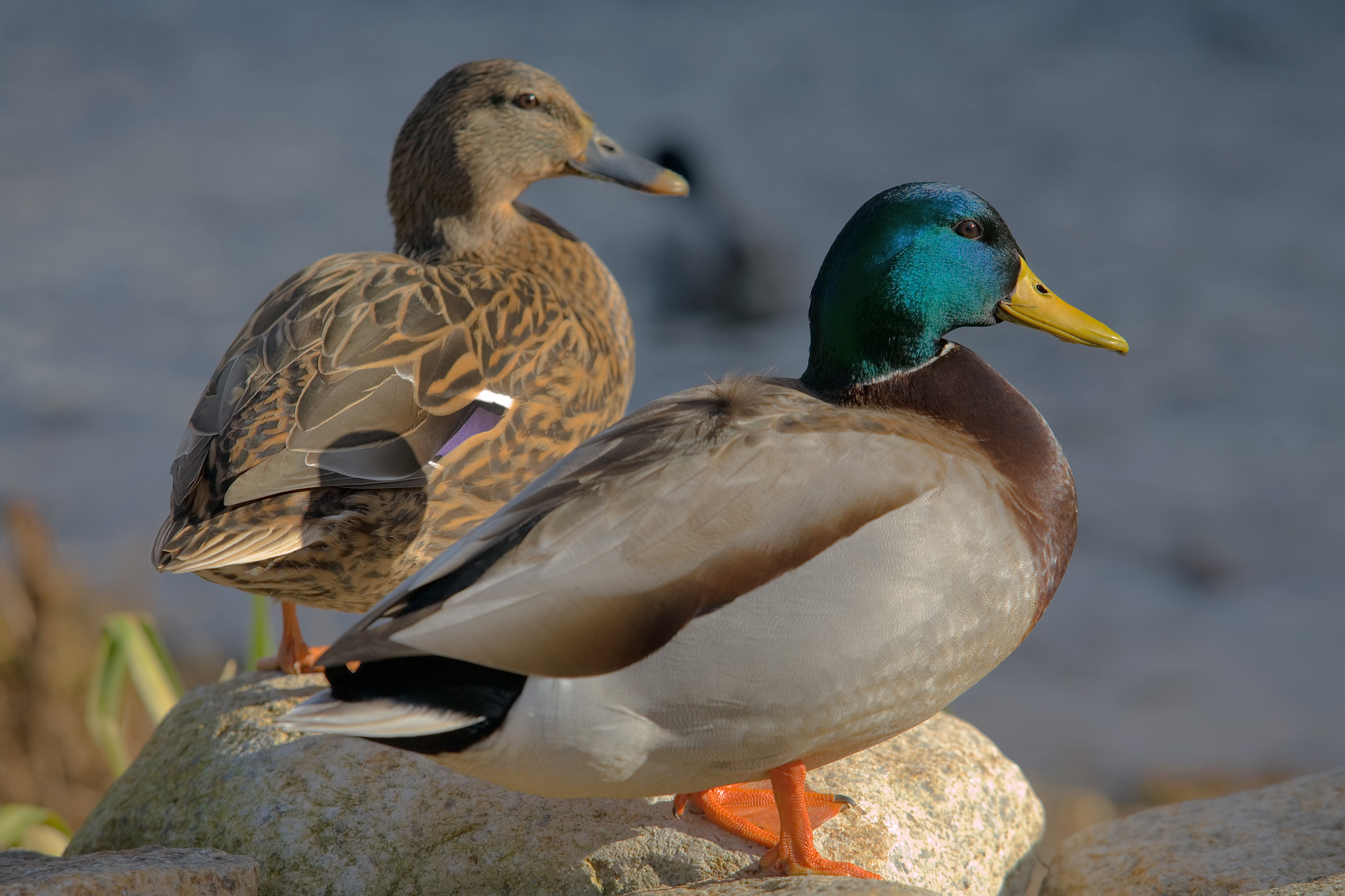
Пара крякв в брачном наряде (впереди селезень)

Бра́чный наря́д у птиц — временное изменение окраски, появление особых перьев, хвостов, хохлов и тому подобное преимущественно у самцов в брачный период (период размножения).
Брачный наряд — частный случай полового диморфизма. Он служит в первую очередь для привлечения партнёра противоположного пола и обозначения территории. У одних видов этот наряд возникает после частичной линьки в виде ярко окрашенного оперения (у утиных), у вторых — бледные перья на некоторых частях тела к весне стираются и из-под них выступают яркие участки оперения (у вьюрков, чеканов, каменок), у третьих к весне появляются ярко окрашенные выросты: красные брови (у куриных), выросты у основания клюва (у поганок) и т. д.

## Фотогалерея

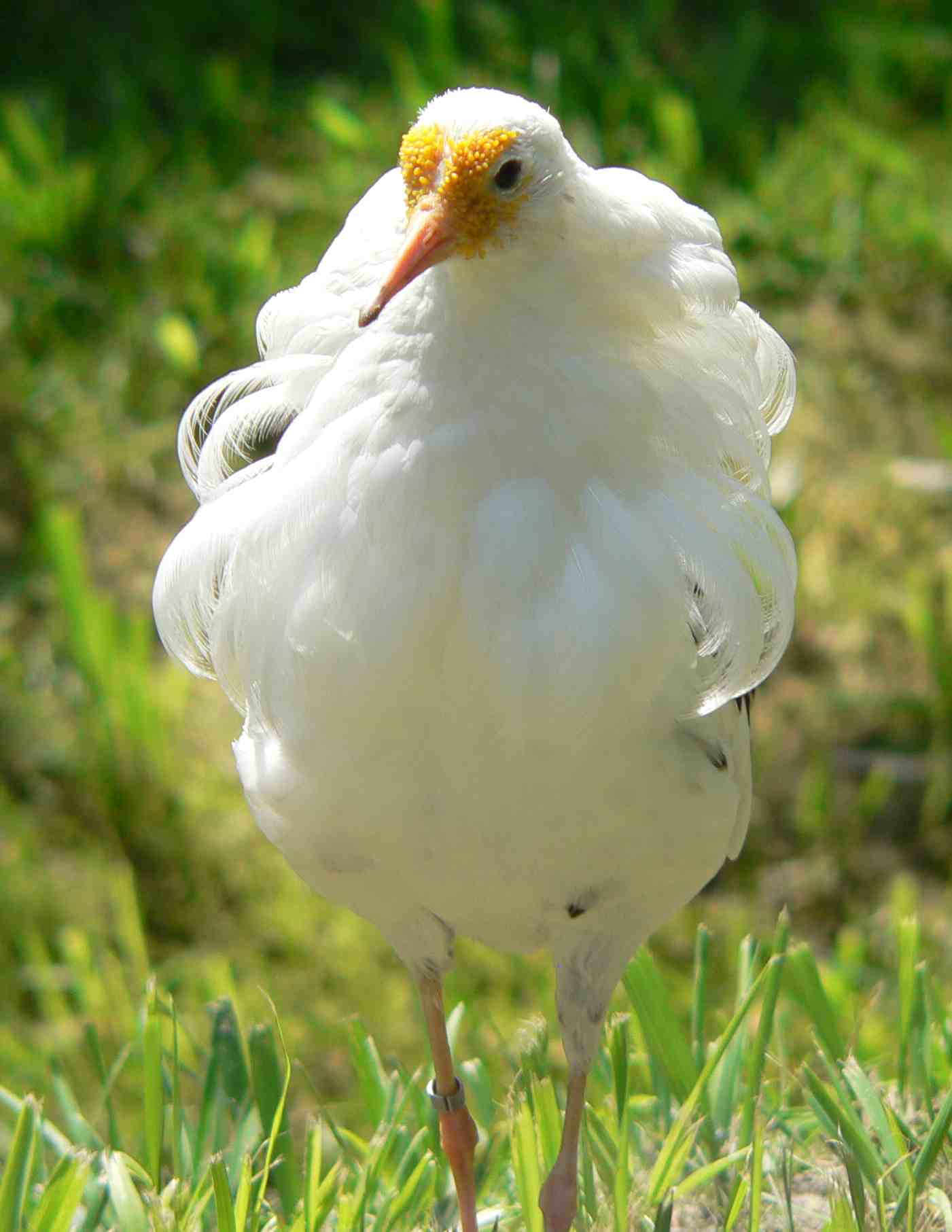
Турухтан в брачном наряде
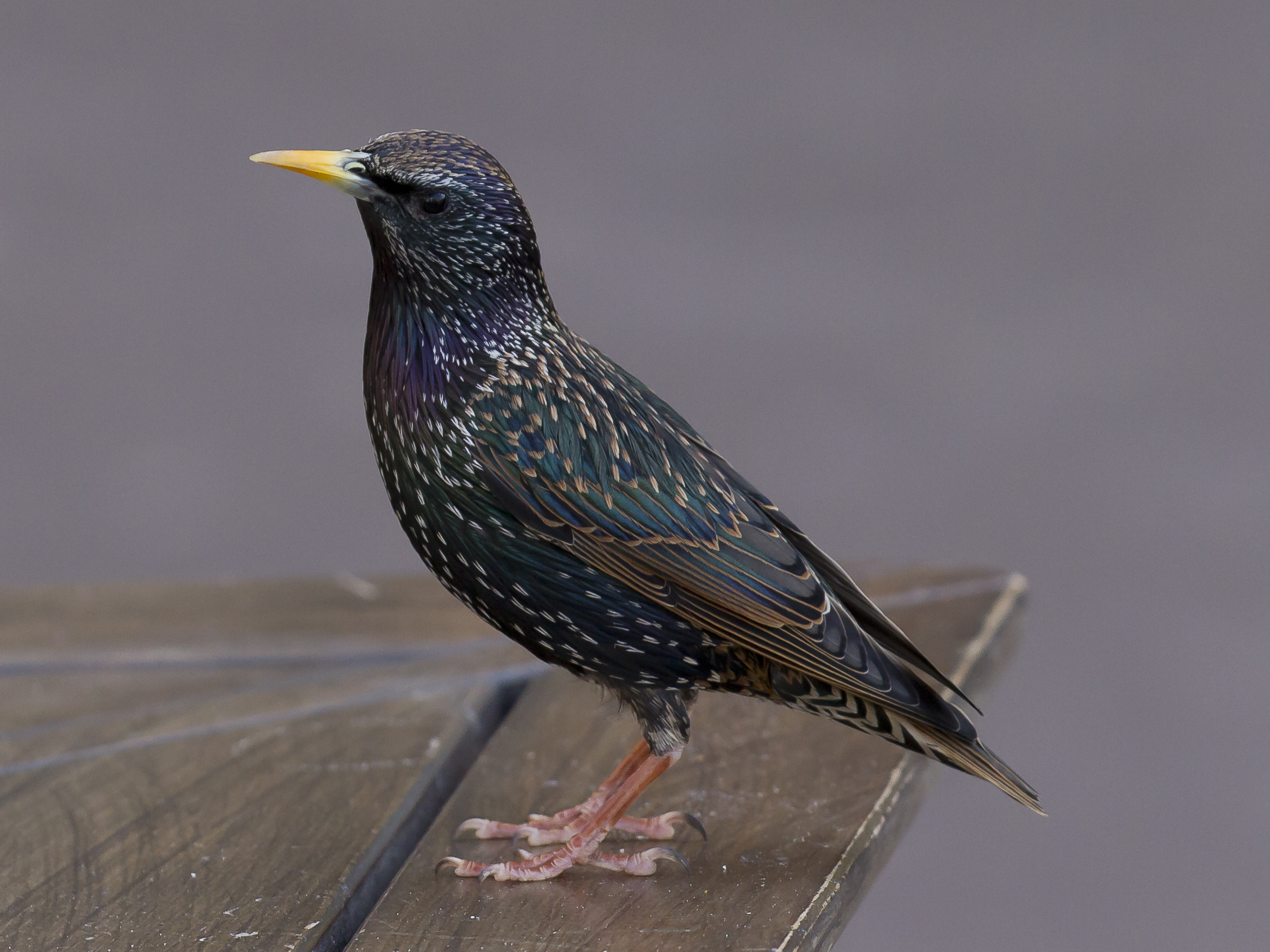
Обыкновенный скворец в брачном наряде
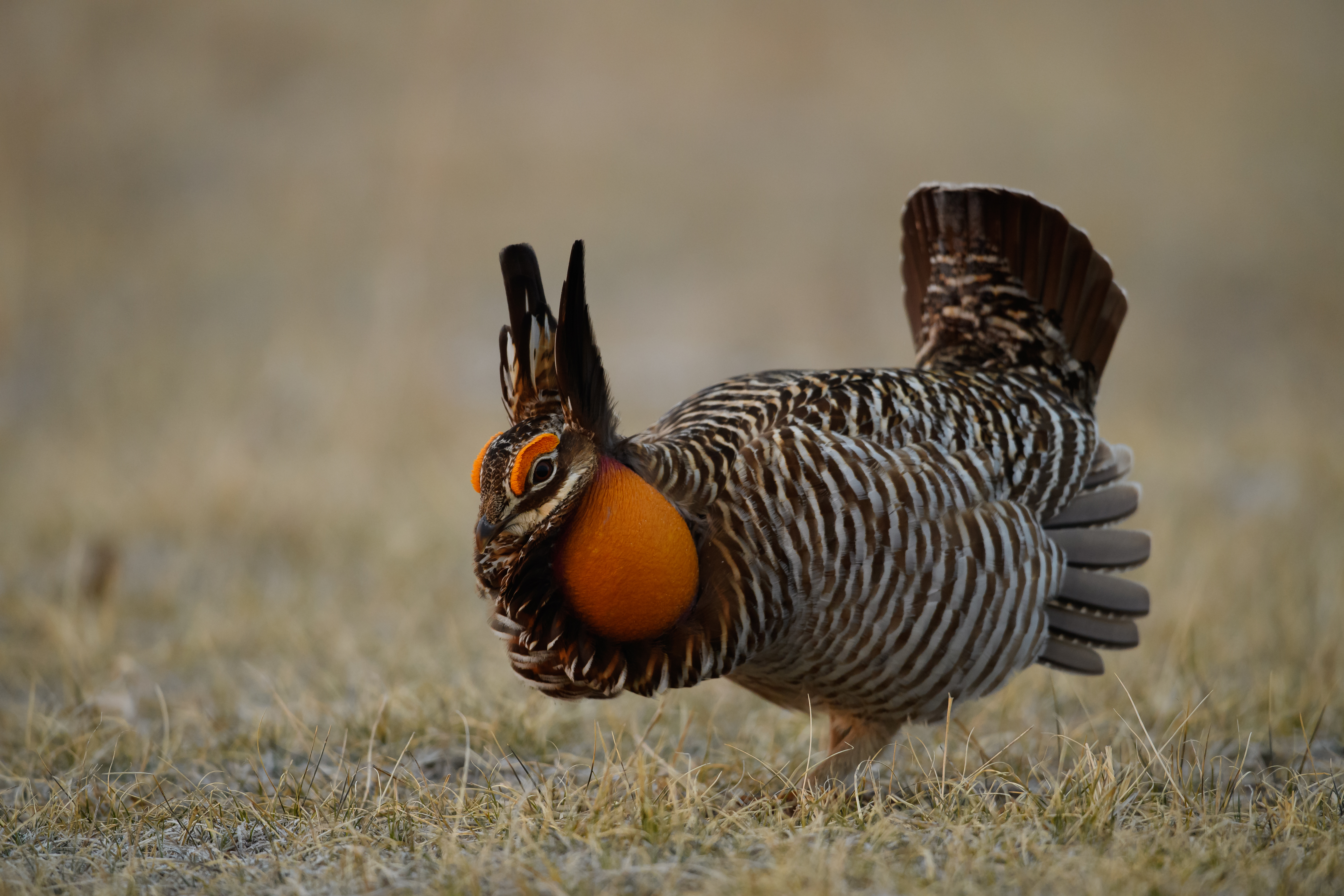
Луговой тетерев в брачном наряде
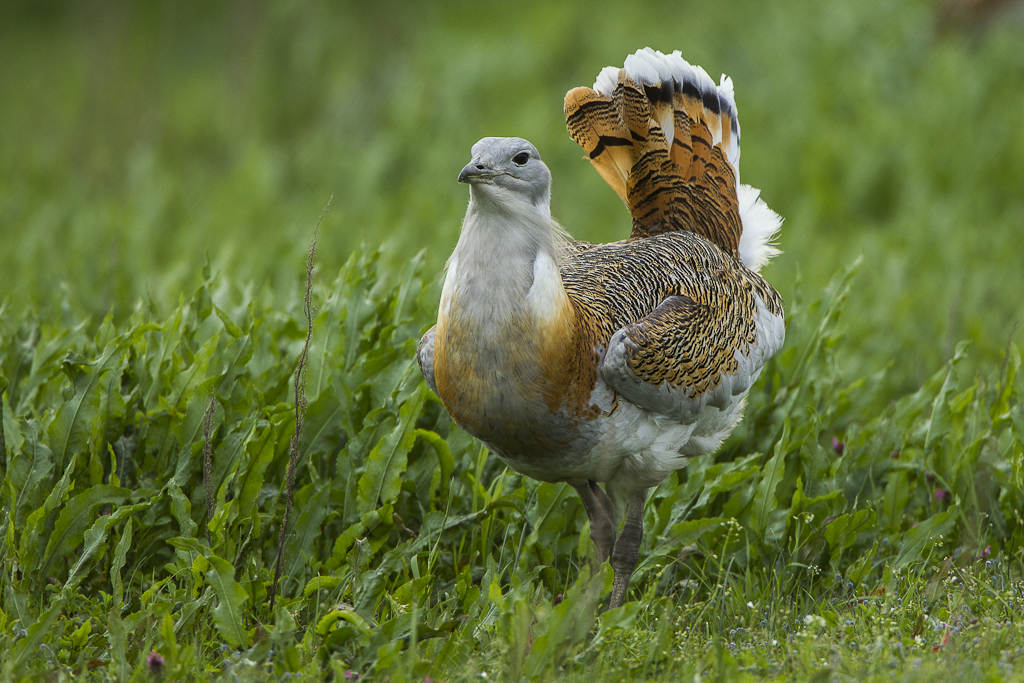
Дрофа в брачном наряде